# Throw Down Your Arms
Throw Down Your Arms è il settimo album discografico in studio della cantante irlandese Sinéad O'Connor, pubblicato nel 2005. Si tratta del primo disco reggae dell'artista, che interpreta cover di classici del genere.

## Tracce
1. Jah Nuh Dead (Burning Spear)
2. Marcus Garvey (Burning Spear)
3. Door Peep (Burning Spear)
4. He Prayed (Burning Spear)
5. Y Mas Gan (The Abyssinians)
6. Curly Locks (Junior Byles)
7. Vampire (Devon Irons)
8. Prophet Has Arise (Israel Vibration)
9. Downpressor Man (Peter Tosh)
10. Throw Down Your Arms (Burning Spear)
11. Untold Stories (Buju Banton)
12. War (Bob Marley & The Wailers)